# C/2013 UQ4 (Catalina)
C/2013 UQ4 (Catalina) — одна з довгоперіодичних комет.
Об'єкт 2013 UQ4 був відкритий 23 жовтня 2013 року і класифікований як дамоклоїд, його блиск становив 18.4m на час відкриття. 7 травня 2014 р. астрономи А. Новічонок і Т. Приставський відкрили його кометну природу.
Комета 2013 UQ4 (Catalina) зблизилась із Землею 10 липня 2014 року.